# 史蒂文·布伦纳
史蒂文·埃利奥特·布伦纳（英語：Steven Elliot Brenner），美国计算生物学家。1992年获哈佛大学学士学位，1997年获剑桥大学博士学位。他是蛋白质结构分类数据库的创始人之一，当时他在英国剑桥的分子生物学实验室工作。2000年成为加州大学伯克利分校助理教授，同年进入劳伦斯伯克利国家实验室。他以统计学和计算机方法来研究生物学，其最新发现包括选择性剪接作为基因调控的新模式、RNA监控机制的发生率。2010年获奥弗顿奖。